# Верхний Куркужин
Ве́рхний Куркужи́н (кабард.-черк. Ипшэ Къулъкъужын) — село в Баксанском районе Кабардино-Балкарской Республики.
Образует муниципальное образование «сельское поселение Верхний Куркужин», как единственный населённый пункт в его составе.

## География
Селение расположено в западной части Баксанского района, в долине реки Куркужин. Находится в 30 км к западу от районного центра Баксан и в 55 км к северо-западу от города Нальчик.
Площадь территории сельского поселения составляет — 64,73 км2.
Граничит с землями населённых пунктов: Нижний Куркужин на севере, Исламей на северо-востоке, Атажукино и Заюково на востоке и Сармаково на западе.
Населённый пункт находится в предгорной местности, переходящая в горную на юго-востоке и юго-западе. Рельеф местности сильно расчленённый и представляет собой территорию с высокими холмами и хребтами. Само селение расположена в долине реки Куркужин, между двумя хребтами, по склонам которых и размещена основная часть населения села. В районе сельского поселения имеются природные и археологические памятники природы. В недрах земли имеются разведанные залежи нефти и вулканического пепла.
Средние высоты на территории села составляют 804 метра над уровнем моря. Абсолютные превышают отметку в 1 000 метров. Высшей точкой сельского поселения является гора Матхука находящееся к юго-востоку от села.
Гидрографическая сеть представлено бассейном реки Куркужин. В верхней части в неё впадают правые притоки — Пестоко, Мамрешуко, Уракуко, Тепцуко и др. К востоку от села протекают реки — Гуашаипсина, Бетоко и Атсынако. К западу от села протекают пересыхающие реки — Коблаго и Кошхо. 
Климат влажный умеренный, с тёплым летом и прохладной зимой. Среднегодовая температура воздуха составляет около +8,0°С, и колеблется от средних +20,0°С в июле, до средних −3,5°С в январе. Среднегодовое количество осадков составляет около 1000 мм, основная часть из которых выпадает в период с апреля по июль. 
| Показатель                                                                                                  | Янв. | Фев. | Март | Апр. | Май  | Июнь | Июль | Авг. | Сен. | Окт. | Нояб. | Дек. | Год  |
| --- | ---- | ---- | ---- | ---- | ---- | ---- | ---- | ---- | ---- | ---- | ----- | ---- | ---- |
| Средний суточный максимум, °C                                                                               | 0,7  | 1,9  | 6,1  | 11,8 | 16,8 | 20,8 | 23,4 | 23,7 | 18,5 | 12,6 | 6,7   | 2,6  | 12,1 |
| Средняя температура, °C                                                                                     | −3,7 | −2,4 | 1,6  | 7,3  | 12,6 | 16,9 | 19,5 | 19,6 | 14,5 | 8,6  | 2,3   | −1,8 | 7,9  |
| Средний суточный минимум, °C                                                                                | −7,9 | −6,8 | −3,3 | 1,9  | 7,4  | 12,0 | 14,9 | 15,0 | 10,3 | 4,7  | −1,5  | −5,8 | 3,4  |
| Норма осадков, мм                                                                                           | 44   | 45   | 85   | 106  | 130  | 129  | 102  | 96   | 99   | 83   | 56    | 45   | 1020 |
| Источник: https://en.climate-data.org/asia/russian-federation/kabardino-balkaria/verkhniy-kurkuzhin-753005/ |      |      |      |      |      |      |      |      |      |      |       |      |      |

Оползневые процессы
Село находится в сложной геологической зоне. Несколько десятилетий в верхней части села просаживается грунт и происходят медленные оползневые процессы. В домах и других строениях находящихся в этой части села образовались глубокие трещины, продолжающиеся увеличиваться. Строения становятся аварийными и опасными для проживания. Во многих районах села стала проваливаться земля. Глубокие продольные трещины появились на просёлочной дороге. В 2005 году начался процесс по переселению из опасной зоны в другие сёла Баксанского района, в ходе которого было переселено 24 семьи. На данный момент процесс переселения приостановлен, несмотря на то, что оползневые процессы продолжаются.

## История
- 1852 год — основание аула Абезиваново вынужденными переселенцами с верховьев реки Юца. Основателями были братья Абезивановы (в честь которых и было названо новое поселение), а также представители ещё восьми других родов.
- 1861 года — в ауле Абезиваново насчитывалось 60 дворов.
- 1865 год — по результатам Земельной реформы Кабарды и программы по укрупнению кабардинских аулов, Абезиваново было подчинено аулу Коново.
- 1917 год — во время Октябрьской революции абезивановцы принимали активное участие в борьбе за установление советской власти на Северном Кавказе и в Кабардино-Балкарии.

До революции в селе Абезиваново имелось несколько торговых лавок. Из кустарных предприятий были небольшие водяные мельницы, известные под названием мельниц — Ахобековых, Азиковых, Пшуковых, Хурановых. Население занималось в основном земледелием и скотоводством.
- март 1920 года — село Абезиваново отделено от села Коново, и в нём создан отдельный сельский совет, первым председателем которого стал Емкужев Касим Талович.
- июнь 1920 года — село Абезиваново как и другие кабардинские сёла было переименовано установившейся советской властью, из-за присутствия в их названиях кабардинских княжеских и дворянских фамилий. В результате село получает новое название — Верхний Куркужин
- 1924 год — в селении были созданы комсомольская и партийная ячейки. М. Казанов был избран секретарём партийной ячейки, а комсомольскую ячейку возглавил И.Т. Нахушев.
- 1929 год — под руководством комсомольцев несколько крестьянских хозяйств объединились в ТОЗ.
- 1930 год — на основе ТОЗ в селении образовался колхоз «им. Фрунзе», объединивший 32 крестьянских хозяйства. Первым председателем колхоза был избран Хажгери Локманович Кочесоков.
- начало 1932 года — почти все крестьянские хозяйства вступили в колхоз.
- 1941—1942 года — с сентября 1942 года по январь 1943 года, село находилось во временной оккупации. Немецко-фашистские захватчики нанесли общественному хозяйству большой урон. Многие жители села стали жертвами фашистского террора. На защиту Родину ушли 459 человек, из которых 283 человека отдали свою жизнь.
- 1949 год — колхоз «им. Фрунзе» достиг довоенного уровня производства сельскохозяйственной продукции.
- 1968 год — колхоз им. Фрунзе был преобразован в откормочный совхоз «Верхне-Куркужинский».[4]
- 1992 год — Верхнекуркужинский сельсовет был реорганизован и преобразован в Верхне-Куркужинскую сельскую администрацию.
- 2005 год — Верхне-Куркужинская сельская администрация была преобразована в муниципальное образование, со статусом сельского поселения.

## Население
| 1970  | 2002  | 2010  | 2012  | 2013  | 2014  | 2015  |
| ----- | ----- | ----- | ----- | ----- | ----- | ----- |
| 3748  | ↘3038 | ↗3060 | ↘3057 | ↘3051 | ↗3068 | ↗3092 |
| 2016  | 2017  | 2018  | 2019  | 2020  | 2021  | 2023  |
| ↗3107 | ↘3104 | ↗3112 | ↘3111 | ↗3113 | ↘3056 | ↘3049 |
| 2024  | 2025  |       |       |       |       |       |
| ↗3064 | ↗3066 |       |       |       |       |       |

Плотность — 47.37 чел./км2
Национальный состав
По данным Всероссийской переписи населения 2021 года:
| Народ                | Численность, чел. | Доля от всего населения, % | Доля от указавших нац-ть, % |
| -------------------- | ----------------- | -------------------------- | --------------------------- |
| кабардинцы (черкесы) | 3015              | 98,66 %                    | 99,50 %                     |
| * кабардинцы         | 2918              | 95,49 %                    | 96,30 %                     |
| * черкесы            | 97                | 3,17 %                     | 3,20 %                      |
| другие               | 15                | 0,49 %                     | 0,50 %                      |
| нет / не указано     | 26                | 0,85 %                     | -                           |
| всего                | 3056              | 100 %                      | 100 %                       |

По данным Всероссийской переписи населения 2010 года: кабардинцы
— 3046 чел. (99,54 %). 

## Местное самоуправление
Администрация сельского поселения Верхний Куркужин — село Верхний Куркужин, ул. Октябрьская, 133.
Структуру органов местного самоуправления сельского поселения составляют:
- Исполнительно-распорядительный орган — Местная администрация сельского поселения Верхний Куркужин. Состоит из 6 человек.
  - Глава администрации сельского поселения — Кунижев Аслан Хасанбиевич (с 26 мая 2021 года).
- Представительный орган — Совет местного самоуправления сельского поселения Верхний Куркужин. Состоит из 11 депутатов, избираемых на 5 лет.
  - Председатель Совета местного самоуправления сельского поселения — Кунижев Аслан Хасанбиевич.

## Образование
- МКОУ Средняя общеобразовательная школа № 1 — ул. Октябрьская, 12.
- МКОУ Средняя общеобразовательная школа № 2 — ул. Октябрьская, 131.
- МДОК Начальная школа Детский сад № 1 — ул. Октябрьская, 12.

## Здравоохранение
- Участковая больница — ул. Октябрьская, 133 «а».

## Культура
- МКУ Сельский Дом Культуры — ул. Октябрьская, 143.

Общественно-политические организации
- Адыгэ Хасэ
- Общественный совет села
- Совет Старейшин
- Советов ветеранов труда и Великой Отечественной войны и др.

## Ислам
В селе действуют две мечети:
- Верхняя мечеть — ул. Октябрьская, 10.
- Нижняя мечеть — ул. Октябрьская, 225 «а».

## Экономика
В сельском хозяйстве преобладают разведение крупного и мелкого скота. В земледелии преобладают выращивания кукурузы и картофеля, а в садоводстве груш и яблони. 
Основные бюджетообразуюющие предприятия:
- ООО «Куркужин» — производство молока и его переработка.
- КФХ «Альп» — производство сельскохозяйственной продукции.

## Улицы
На территории села зарегистрировано 13 улиц:

| Афаунова    |
| Бабгоева    |
| Батырова    |
| Головко     |
| Дугулубгова |

| Емкужева   |
| Карданова  |
| Кочесокова |
| Куготова   |

| Нахушева    |
| Октябрьская |
| Ортанова    |
| Хуранова    |

## Известные люди
- Казанова Сати Сетгалиевна — певица, бывшая солистка группы «Фабрика».
- Карданов Валерий Заудинович — доктор юридических и экономических наук. Генеральный директор регионального ТК «Роснефть» и «Каббалкнефтепродукт».
- Нахушев Тамаша Асланбекович — депутат Верховного Совета КБАССР.

## Галерея

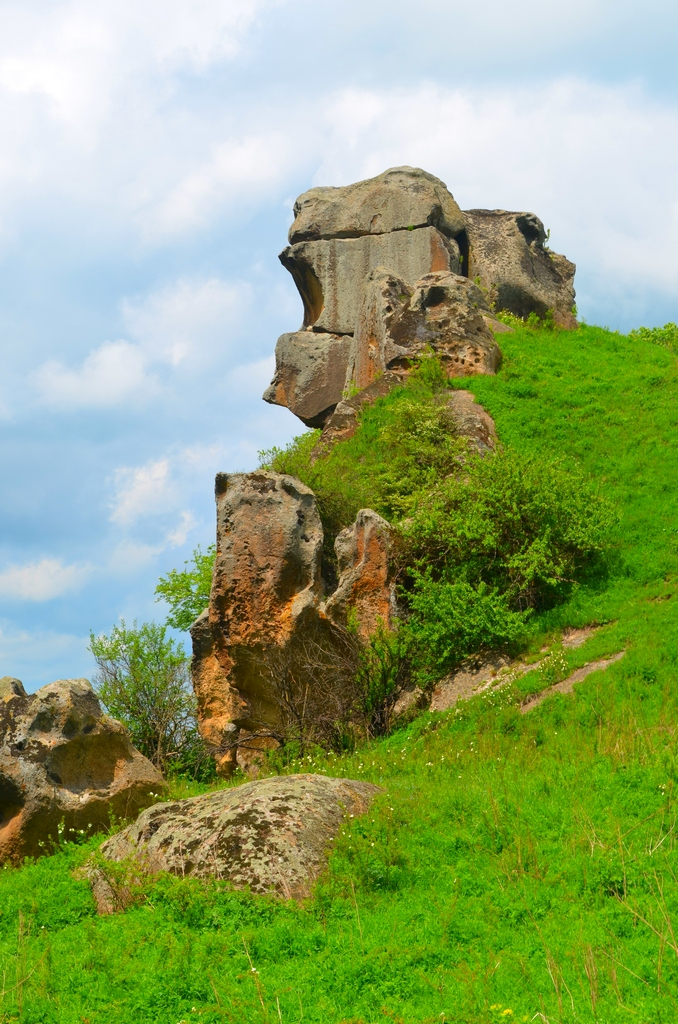
Памятник природы «Ниваду», в окрестностях села.
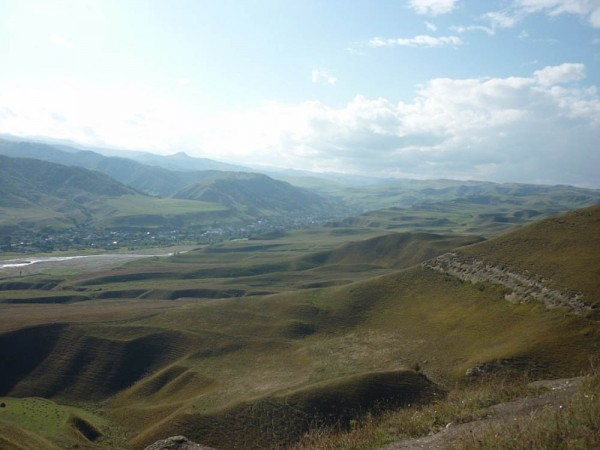
Окрестности села ранней весной